# Isabell Bachor
Isabell Bachor (Tréveris, 10 de julho de 1983) é uma futebolista alemã que atua como atacante. Atualmente, joga pelo Bayern de Munique.